# 縣民性
縣民性（日语：けんみんせい）是指對日本各都道府縣的縣民氣質、行動傾向的描述。受各縣的歷史、風土、地形、氣候、人口、產業等因素的影響。

## 概說
縣民性是指日本各地域的氣質、文化的差異，包含想法、氣質、飲食傾向、住宅、汽車甚至儲蓄觀念的差異等，並非科學，而是統計概念，可能與族群刻板印象有關。「縣民性」是明治維新廢藩置縣後的用語，在戰後才變得普及，年長者常使用舊稱。室町時代末期即有《人國記》一書描述各令制國風土民情之差異，曾被武田信玄用以參考，到江戶時代也有類似作品推陳出新。直到今日，日本企業在各地推展業務時，仍會以縣民性作為參考依據。

## 縣民性案例
- 「東男（日语：江戸っ子）配京女」（東男に京女）：傳統認為東京男人有男子氣概，京都女人美麗賢淑。
- 「京都十代、東京三代、大阪一代」：京都重視歷史淵源，大阪則不介意經商暴發。[1]
- 「紀州好衣著，水戶好飲酒，尾張好美食。」（紀州の着倒れ、水戸の飲み倒れ、尾張の食い倒れ）：對德川御三家的描述。
- 「京都好衣著，大阪好美食，神戶好穿鞋，奈良好睡覺。」（京都は着倒れ、大阪は食い倒れ、神戸は履き倒れ、奈良は寝倒れ）
- 「京都好衣著，大阪好美食，江戶好飲酒，名古屋好存錢。」（京の着倒れ、大阪の食い倒れ、江戸の飲み倒れ、名古屋の貯め倒れ）
- 「京都活在過去，東京活在現代，神戶活在未來，而大阪活在今天晚上。」（京都は過去に生き、東京は現代に生き、神戸は未来に生きる。そして大阪は今日の夕方まで生きる。）[2]
- 「東京要喝茶，大阪要吃飯，至於博多，和當地人一起玩一玩就交到朋友了。」（東京はお茶を飲んで、大阪は食事して、博多は一緒に遊んで友達になる。）[2]
- 「薩摩之大提燈、長州之小提燈、信濃之腰提燈。」：薩摩（鹿兒島）人以提攜後進著稱，長州（山口）人亦不遑多讓，信濃（長野）人則偏好各自為政。
- 「加賀乞食、越前詐欺、越中強盜。」
- 「伊豆詐欺、駿河乞食、遠州強盗。」「伊豆餓死、駿河乞食、遠州泥棒。」
- 「近江強盜、伊勢乞食。」「近江泥棒、伊勢乞食。」

### 北海道地方
（北海道）
- 「居住三天就是在地人」（3日住めば道産子）[3]：北海道在明治維新後有大量移民遷入，沒有本州等地的傳統村落共同體。直到今日，北海道對外來移民的包容性都很強。
- 傳統認為北海道民個性直率，樂觀隨和，愛玩愛購物，不善拒絕他人。在新奇事物、意見交流、性別平權方面都比日本各地來得自由開放。
- 兩情相悅的情況下，流行由女方表白。
- 離婚率與女性吸菸率較高。

### 東北地方
（青森縣）
- 「じょっぱり／」[4]：青森方言，在南部（日语：南部地方 (青森県)）指「即使情勢不利於己，依然堅持正確信念」，在津輕則指「無論對錯，不願認輸，死命堅持己見」，因此津輕人被視為日本三大頑固之一。
- 「津輕健談、南部沉默」（おしゃべりな津軽、無口な南部）：傳統認為南部人木訥寡言，津輕人固執好辯。兩區域在歷史上分屬南部氏盛岡藩與津輕氏弘前藩，因此文化、語言都頗有差異。在明治時代都歸為陸奧國。共通點是樂觀積極，勤勞認真。
- ：據說縣民酒品不好，喝醉了就會發瘋耍賴。
- 會為了長輩而壓抑自我。表面表達認同，背地裡覺得不滿。

（岩手縣）
- 舊屬陸中國。居民堅忍沉默，情緒不太好理解。不善言語但很會銷售。
- 認真、內斂、勤奮、樸素，謀定而後動，不太有企圖心。不喜歡被別人干涉。
- 岩手人有心思敏感的一面，擁有石川啄木、宮澤賢治等詩人。

（宮城縣）
- 「伊達（だて）」：指華麗的打扮，有喜愛時髦或耀武揚威的涵義，源於仙台藩首代藩主伊達政宗的作風。
- 舊屬陸前國。傳統認為當地民風悠閒隨和，喜愛新事物。直率坦誠，善於交際，短於毅力。行動速度快，也容易膩。
- 個人意識強，自己的事情要自己決定。同儕間則往往能打成一片。仙台市為東北第一大城，故宮城人作風在東北最為都會。

（秋田縣）
- 「えふりこぎ」：秋田方言，指好看、賞心悅目。由於秋田自古稻產豐厚，居民不愁衣食，故極重視藝術與享樂。
- 「秋田美人」[5]：可能源於古代渤海國突厥移民與日本出羽居民的混血後裔，以膚色白、鼻梁高、雙眼皮著稱[6][7]，與京都的“京美人”、福岡的“博多美人”並稱“日本三大美人”。有「秋田美人外表嫻靜，內心強大」一說。秋田男子平均身高也較高。
- 舊屬羽後國。傳統認為秋田民風純樸，重視家庭。居民行事溫和優雅，難以輕易親近，熟了便很可靠。好奇心重，有點優柔寡斷，但一旦下決定就會很有毅力。
- 當地人好酒，酒品良好。睡眠時間很長。

（山形縣）
- 「芋煮會」：山形以友善、愛家、人情味、討厭爭執、擅長折衝著稱。「芋煮會」來自山形與宮城，是當地敦親睦鄰、聯繫感情的活動。
- 山形縣民節儉、嚴肅、勤勞、有耐心。重視義理，對他人自動抱持信任，待人忠誠，但也因此很討厭人說謊。
- 舊屬羽前國。分為富裕的庄內地方與多雪的內陸地帶（最上、村山、置賜）。庄內自古船運發達，傳統認為居民個性較為開朗，以頗受大阪影響的酒田最具特色。內陸居民則較為內向，不喜歡新事物。
- 人際關係緊密，出了很多企業老闆。
- 在各縣中人均拉麵花費最多。

（福島縣）
- 「濱通開放、中通閉鎖、會津最閉鎖」（浜通りは開放的、中通りは閉鎖的、会津地方はさらに閉鎖的）：福島由東而西分為濱通（舊屬磐城國）、中通、會津（舊屬岩代國）三個地區，臨海的濱通較為開放且樂於嘗試，中通因為倒幕運動受害而較為封閉，會津由於會津戰爭最為封閉孤立（但還是出了新島八重這樣的人物）。據說會津人非常厭惡長州藩（今山口縣）居民，反過來的情況則不存在。
- 福島以保守、苦幹實幹、堅忍頑強、不愛改變著稱，雖然如此，但居民聰明善交際。據說當地男性用情專一，不太會出軌。

### 關東地方
（茨城縣）
- 「水戶三好（日语：水戸の三ぽい）」：好辯（理屈っぽい）、好強（骨っぽい）、好發怒（怒りっぽい）。
- 「茨城三易」（茨城の三ぽい）：易怒（怒りっぽい）、易忘（忘れっぽい）、易厭煩（飽きっぽい）。
- 古屬下總國。傳統認為居民性急、熱情、乾脆、開朗，不拘小節、不算計也不記仇。
- 位於關東無敬語地帶，居民講話快且不擅辭令，常因談及小事而發生人際摩擦，給人第一印象通常不好。
- 思想保守，有男尊女卑的傾向。
- 「茨城警察、千葉女傭」：茨城人照章辦事時，性格較為嚴酷、硬派，正義感強，且協調性異常好，適合警業。

（栃木縣）
- 特徵不明顯。思想保守、行事低調，道德感強烈、踏實可靠。
- 古屬下野國。江戶時代小藩眾多，縣民比較不團結。
- 位於關東無敬語地帶，居民不擅社交辭令，喜歡笑話。

（群馬縣）
- 「嬶天下（日语：かかあ天下）」：因為紡織業發達，傳統上女性地位頗高，家中通常由女性掌權。
- 「越後好飲食，上州好衣著」（越後の食い倒れ、上州の着倒れ）：群馬人穿著時尚，追逐流行。
- 「上州無宿」：江戶時代的「無宿」指因貧困或變故而被取消戶籍者，群馬人喜愛賭博，故常出現「無宿」人口。現代群馬也是柏青哥與賽馬勝地。
- 古屬上野國。群馬人多會背誦〈上毛歌留多（日语：上毛かるた）〉。
- 位於關東無敬語地帶，居民講話粗魯。脾氣忽冷忽熱，較無耐性。勤勉但無遠大志業。淡泊錢財，好花費。
- 不分男女都很有氣勢，意外的神經質。喜愛虛張聲勢，容易得意忘形。

（埼玉縣）
- 「埼玉都民」：埼玉鄰近東京都，有很多通勤人口，居民大多比較關心東京，同縣內部互動反而很少。
- 「土埼玉」（ダ埼玉）：自嘲的說法，外地人使用會冒犯。
- 「埼玉番薯論」（サツマイモに似ている）：埼玉樸實而土氣，但不惹人厭。
- 首府埼玉市是行政拼湊而成，有舊浦和市與舊大宮市的對立。
- 秩父山區的農民性格異於他處，樸實堅忍、脾氣暴躁。

（千葉縣）
- 古屬房、總二州。據人國記記載，安房居民性格剛烈，直率而但較難協調。上總居民性格勇猛，近乎偏執。
- 「上總奉公」、「茨城警察、千葉女傭」：江戶時代以降，千葉受江戶影響，變得保守、穩健，在江戶時代鮮少有農民起義，且慣於讓兒女至江戶拜師學藝。
- 近代開始有自己的聲音。居民樂觀、好奇，重道義，善社交。乍看散漫，其實很細膩，且有創造力。
- 縣認同較為薄弱，與埼玉類似。對個體差異與道德比較寬容，是性格矛盾很重的縣。

（東京都）
- 「江戶子（日语：江戸っ子）」：十八世紀起，江戶都市庶民的自稱。特色包含「華服少爺」（見栄坊）、「冒冒失失」（向こう見ずの強がり）、「容易吵架，說打就打」（喧嘩っ早い）、「舉止輕率不周全」（生き方が浅薄で軽々しい）、「自命不凡」（独りよがり）、「喜歡文字遊戲卻不擅辯論」（駄洒落ばかり言うが議論は苦手で）、「人情味重，多愁善感，正義感強烈」（人情家で涙にもろく正義感に溢れる）、「瀟灑不羈」（いきでいなせ）等等，過去亦有「江戶子有如五月鯉魚旗」（江戸っ子は五月の鯉の吹き流し）的說法。
- 「江戶子不留隔夜錢」（江戸っ子は宵越しの銭は持たない）：工匠等「町人」對武士的模仿，不惜錢財，大手筆花費。但據說往往是人前闊綽，人後節儉。
- 隨著都市化，傳統上富有人情、豪爽俠義的下町性格正在消失，自掃門前雪、崇尚理性的山手（日语：山の手）性格則愈趨發達。
- 源於山手的個人主義旺盛，不喜歡干涉他人，但並不冷酷。
- 競爭心強，善於社交。不太信任他人的保證，很在乎自己的感受。
- 傾向一次討論一件事，不喜歡旁生枝節。
- 職棒方面，與東京養樂多燕子相較，讀賣巨人的球迷較為普遍。

（神奈川縣）
- 古屬相模國。縣認同較為薄弱，各地有各地的特色。橫濱居民稱為濱子（ハマッ子）、横須賀居民稱為須賀子（スカッ子）、逗子、鎌倉、藤澤、茅崎居民則稱為湘南男孩（湘南ボーイ），愈往東，生活步調越快。
- 居民精神充實，自豪感很高，是關東地方唯一對東京都沒有自卑感的縣。
- 講求理性，喜歡創新，作風時髦，不太排斥外地人，接納性很強。追求機會平等。
- 主張個人權利，善於社交與折衝，毅力與競爭心不太發達。
- 表面上看起來長袖善舞，骨子裡其實有叛逆的一面。
- 相當國際化，是日本最早開港的地區，也有日本最大的華人社群。

### 北陸地方
北陸地方民風受淨土真宗影響頗大。
「加賀乞食、越前詐欺、越中強盜」：加賀（石川）生活安逸，不必鋌而走險；越前（福井）居民商人味重，不介意投機取巧；越中（富山）苦寒，居民勤奮積極，會變成強盜以求生。
（新潟縣）
- 「新潟養不大男人與杉樹」（男と杉は育たない）：調侃語，形容新潟風大寒冷，而新潟並沒有太多歷史上的大人物。
- 舊屬越後國及佐渡國。傳統認為新潟人頑強有毅力，做事一心一意、很有耐性，擅長勞力密集的小本生意，勤奮並善於儲蓄。
- 非常務實，作風低調，通常不太發表意見。好酒。
- 不太在意教育，大學入學率不高。
- 有糸魚川靜岡構造線通過。縣民意識很強，同鄉之間十分團結。

（富山縣）
- 「越中富山的賣藥郎中（日语：富山の売薬）」：起源於室町時代的商業模式，於江戶時代達到巔峰，今日仍然存在。特色包含「先用後利」（先讓顧客使用商品，再依使用分量計價）、「配置販賣」（商家定期巡迴配送，以半年為周期送貨到顧客處）、懸場帳（かけばちょう，記錄配送客戶資訊的帳簿，長期來看非常有商業價值）、結合藝術包裝販賣等，相當重視信用與毅力。
- 舊屬越中國。在日本，富山人以極其勤奮、極其團結著稱，堅定勤勉，很會管帳。
- 在本鄉對外地人戒心很重。比較保守，尊重權威，對兩性關係要求很嚴格。
- 重視教育與實業，學習認真。不喜歡浪費時間。
- 傳統認為男性擁有房屋才算獨當一面。雙薪家庭比例很高。

（石川縣）
- 「能登風土溫厚」（能登はやさしや土までも）
- 舊屬能登國及加賀國。
- 以非常喜愛傳統藝術聞名，並由衷尊敬武士道。生計寬裕，比起利益，更重視生活閒適。
- 慢條斯理，溫文儒雅。不喜競爭，無法做到不落人後，但自己也不太在意。
- 勤勞，耐性很好，喜歡學習。愛家，討厭通勤。
- 作風保守。尊重公務員。當情況不利時，傾向默不作聲。

（福井縣）
- 「越前女」：福井女性勞動人口居日本之冠。傳統紡織業發達，常有女性事業主，但女性地位不如群馬發達。
- 舊屬越前國。道德觀傳統，勤勉節約，但對商場流行很敏感，有商人氣質。
- 平時很節省，但在婚喪喜慶或住宅上花錢不手軟，傳統認為男性擁有房屋才算獨當一面。

### 中部地方
（山梨縣）
- 甲州商人（日语：甲州財閥）：山梨縣古屬甲斐國。耕地狹小，自古商人就很多，在明治維新後出現許多名商巨賈。
- 居民重視實利，很有想法與企圖心，也很有實踐的手腕。
- 有恆心毅力、不服輸、執念很深。擅長儲蓄。
- 反應快狠準，在意流行，對外來資訊敏銳。
- 服從權威，對上司忠誠，對政府很信任。
- 生活與鄉土連結緊密，非常重視義理人情，但比較排他。

（長野縣）
- 「薩摩之大提燈，信濃之腰提燈」：長野人雖熱愛鄉土，但比較獨立自主，不常形成同鄉派系，也可說比較不團結。
- 古屬信濃國。長野人在日本以好發議論著稱，常有特立獨行的想法，且有所堅持，難以協調。
- 思維很現實，但重視義理。吃苦耐勞，責任心強，不喜歡依靠他人。不同谷地的居民性格頗有差異。
- 縣民很多會唱縣歌〈信濃之國〉，以此曲維繫「信濃合眾國」。與〈秋田縣民歌（日语：秋田県民歌）〉、〈最上川（日语：最上川 (曲)）〉合稱日本三大民歌。

（岐阜縣）
- 「飛山濃水」：飛驒為山區，居民較為樸實封閉，工作勤奮但經濟環境較為落後；美濃為低窪，居民善於經商，由於位於交通要衝，歷史上多次易主，因此不信任政府，而以鄰里自保求安穩為主。
- 「輪中根性（日语：輪中）」：美濃濃尾平原洪患區的農民性格，對內團結，對外以陌生社群為壑，引申為排他、自我本位的性格。
- 保守內斂，處事圓滑，理財嚴謹，精打細算，擅長討價還價。擅長交際但不太說心裡話。

（靜岡縣）
- 有糸魚川靜岡構造線通過，在地質與文化上都是東西分界。縣內可分為東部的伊豆、中部的駿河（以靜岡市為中心）、西部的遠江（以濱松市為中心）三個地區。
- 「伊豆詐欺、駿河乞食、遠州強盗」：窮苦時的反應。伊豆人擅長讀人心，駿河人不喜紛爭，遠江人行動力強。
- 「伊豆餓死、駿河乞食、遠州泥棒」：飢餓時的反應。伊豆人會默默餓死，駿河人生活安逸，遠江人會去行竊。
- ：遠州方言，意為「咱們做吧！」是追求經濟合理性與自力更生的挑戰精神，而遠江有很多創業家。
- 氣候溫暖，居民為慵懶悠閒的常識人，樂觀隨和而沉穩。弱點是耐心，會盡可能避免麻煩。適應能力很強，思維開放，對新事物富有好奇心。
- 常有發明家類型的人物，擅長做計畫與分享資訊，不太喜歡深入鑽研。
- 號稱「日本的縮影」，許多事物在日本都處於中間值，因此常被用做市場調查目標。

（愛知縣）
- 分為東部農民的三河（以岡崎市和豐橋市為中心）與西部商人的尾張（以名古屋為中心）。
- 「偉大的鄉下人」：保守、消極、封閉、排他。重視鄉土，愛家。忠於派定的工作，但不會做更多。喜愛傳統藝能，對流行比較無所謂。
- 名古屋人平時勤儉儲蓄（還會分散存款在多家銀行裡），卻會為了體面而大肆花錢，舉辦豪華婚禮。
- 職棒就是中日龍，汽車就是豐田，報紙就是中日新聞，年節送禮就是松坂屋。
- 清水義範（日语：清水義範）：「東京之於名古屋人，就像美國之於日本人。大阪就像蘇聯，千葉就像墨西哥，埼玉就像加拿大。」

### 近畿地方
（三重縣）
- 「伊勢商人（日语：伊勢商人）」：以銷售和服起家，也經營當舖與酒商。與大阪商人、近江商人並稱日本三大商人。
- 「伊勢乞食，近江泥棒」：三重人比較安逸，滋賀人比較積極。
- 舊屬伊勢、志摩、伊賀三國。氣候受黑潮影響，比較溫暖。居民性格溫和樂觀，友好開朗，不挑剔、不小家子氣。
- 受伊勢神宮參拜者影響，縣民對新事物比較開放。正直誠實，不喜說謊。沒有野心霸氣，討厭暴力，老神在在，觀察力敏銳。
- 善於交際，但沉穩有原則。對事業高層動向敏感，能快速響應氣氛。
- 分為伊賀、北勢、中勢、南勢、東紀州五個地域，其中伊賀偏向認同近畿，其他四地偏向認同東海。

（滋賀縣）
- 「近江商人（日语：近江商人）」：以「三好」（：買方好、賣方好、社會全體好）、（用長遠的眼光看事業，適當投入成本，才能有更多收穫）、「利真於勤」（比起獲利至上，更重視勞動價值）、「陰德善事」為理念，
- 「琵琶湖的香魚出外就變大魚」（琵琶湖の鮎は外に出て大きくなる）：形容到京阪發跡的滋賀人。
- 「琵琶湖沒水了嗎？」（琵琶湖の水止めたろか）：天還沒塌，該做的事就照樣去做。
- 古屬近江國。傳統認為居民正直、踏實、節儉、勤奮。重視信用與理性。
- 態度和善，但很有城府。擅長觀察，謹慎冷靜，不太感情用事，對陌生人比較客套。
- 看起來很善於交際應酬，但從不喝到最後，會先行離場。

（京都府）
- ：京都、大阪方言，原意「討厭」，但在京都可以指壞心眼的人。京都人擅長婉曲言語，誇獎往往不是誇獎。
- 「京都好衣著」（京の着倒れ）：重視門面，會以貌取人，有驕傲的堅持。
- 「口蜜腹劍」（面錦に裏木綿）：京都人表面上親切，但自尊心強，城府深沉又排外。
- 「京都茶泡飯（日语：京の茶漬け）」：京都民俗，訪客離開時，主人會禮貌性詢問：「吃了茶泡飯再走吧？」客人必須拒絕，否則會被視為厚顏無禮之人。
- 受公卿文化影響，京都人外型謙和穩重，作風優雅，持家節儉。工作公私分明，可靠且互動有禮，但任務結束後就老死不相往來。
- 極度都市化與菁英化。平時除非有節日禮俗，否則不太與鄰居往來。表面上冷漠，但又會默默觀察鄰居。
- 有極度保守與極度前衛的面向。重視傳統禮法風俗、送往迎來，但很喜歡改革與新科技。對中央政府反感。
- 因自豪而相當排外，頑固閉鎖，排斥東京，蔑視鄉村，視大阪為「下等人城市」（ゲスの街），總之京都以外都是壞地方。

（大阪府）
- 「大阪好美食」（大阪の食い倒れ）「堺市好豪宅」（堺の建て倒れ）
- ：倔強不服輸。
- ：大阪方言，意為「假掰」。大阪人討厭粉飾太平，不介意雜亂無章的形象。
- 大阪人以商人氣質、現實主義、庶民性格著稱，重視事物的合理性。喜歡殺價但不吝嗇，該花錢就會花，比起價格，更看重CP值。
「東京人會硬著頭皮，作超出預算的花費，事後再後悔；大阪人起初定低預算，然後預期自己會超支，因此總是能開心的花費；名古屋人會殺價殺到符合預算；京都人會視預算決定花費。」
- 外型粗獷急躁，走路非常快。內心友善溫暖。重視人情互動，反應敏捷，喜歡聊天且不怕生，但也不喜歡與人深交。對外來移民包容性強。
- 勤奮坦率，積極活躍，有點霸道，內心強韌，很有創意與幽默感。不會用服裝外貌判斷別人。
- 年輕男女感情進展很快，直率坦誠但也容易吵架或分手。
- 有大量阪神虎球迷，但對阪急的歐力士猛牛不太熱衷。
- 重視個人思考，反對權威。對東京與中央有強烈的對抗意識。

（兵庫縣）
- 「兵庫斯拉夫」（ヒョーゴスラビア）：「七個鄰縣、六種方言、五個舊國、四個畿道、三個海峽、兩片海域、一個縣。」兵庫分為攝津、播磨、丹波、但馬、淡路五區，分別受京、阪、神的風氣影響，日本海側與瀨戶內海側的差別也很大，縣民意識薄弱。
- 神戶人很有都會感，很有個人品味。好奇心強，喜歡嘗鮮。愛好自由，不受固定觀念或權威的束縛。積極進取但沒什麼野心。對外地人包容性很好，不管是公司還是個人，只要工作能力優良，就會得到認可。

（奈良縣）
- 「奈良好睡覺」（奈良の寝倒れ）「奈良好豪宅」（奈良の建て倒れ）
- 大佛商法（大仏商売）：經商時耍小聰明，精打細算，看準客人短期內不會再來，狠狠敲對方竹槓。
- 舊屬大和國。居民性格悠哉隨和，溫和穩重，慵懶而不太進取，不喜歡重大變革。
- 受大阪影響，喜愛流行。討厭被他人干涉，重視鄰里。在乎他人的看法，但並不會提升行動積極性。
- 自殺率是全日本最低。

（和歌山縣）
- 舊屬紀伊國。開朗熱情，剽悍叛逆，積極進取，喜愛冒險。樂觀而有野心，不太在意細節，決定目標便會勇往直前。
- 重視鄰里，道德保守，討厭說謊。受紀伊德川家影響，重視儲蓄。
- 靠近大阪的紀北地區重視錢財，比較有拜金傾向。紀南則比較豪放。

### 中國地方
（鳥取縣）
- 「因幡雨，伯耆風」：鳥取位於山陰，瀕臨日本海，東部的因幡潮溼多雨，民風比較保守；西部的伯耆乾燥風大，民風比較開放。
- 「煮好卻沒人拿來吃」：因幡俗語，形容當地人性格。除非有人先動筷子吃飯，否則大家都不會動作。
- 不太了解自己的性格。勤勉但缺乏積極性，溫和但稍嫌懦弱。不太有競爭意識，質樸不浮誇。
- 男性努力但偏軟弱，女性樸實溫順。
- 重視家族，熱愛鄉土。志工文化發達。

（島根縣）
- 包含東部的出雲地方與西部的石見地方。出雲人認真有毅力，有人情味，重視傳統與家庭，方言與東北類似；石見人坦然淡泊，比較開放。
- 樸素勤勞，但消極悲觀，自殺率高。不擅社交，封建性強。重視信仰寄託及鄰里。

（岡山縣）
- 舊屬山陽備前國、備中國、美作國。縣民勤儉上進，樂觀進取，重視菁英教育。
- 喜愛競爭，也很好辯，討厭守舊，善於隨機應變。不介意先下手為強，有點自我中心的狡猾或小氣，但表現得很冷靜自持。
- 務實又很有前瞻性，擅長算計與判斷情境，能預見問題並先避開。岡山也是日本最早替產業引進新事物的地方。
- 整體而言，岡山人是好上司，但作為下屬比較冷淡。
- 宗教氣息濃厚。與廣島似乎有瑜亮情結。

（廣島縣）
- 舊屬山陽備後國、安藝國。民風不同於受大阪影響的兵庫、岡山，也與山口差異很大。
- 「尾道老鷹」：廣島商人的講究。經商交易要先俯瞰全局，再出手買賣。
- 性格浮動不定，樂天坦率但善變，容易忽冷忽熱。愛好新奇，也顯得比較沒定性。
- 敷衍了事主義（なあなあ・まあまあ主義），粗枝大葉，容易半途而廢。
- 不拘泥於舊傳統，喜歡嘗試新事物。移民至外國的人數為日本之冠。
- 擅長社交，但也很愛吵架。道德潔癖，討厭說謊者。
- 愛鄉愛土，重視方言，有大量廣島鯉魚球迷。

（山口縣）
- 「兩人見面便要談論天下國家大勢」（二人寄よれば天下国家を論じあう）：長州人熱衷政治，內閣總理大臣輩出（9人），為日本第一。
- ：長州方言，要人別說大話。山口人往往有趨炎附勢、虛張聲勢的傾向。
- 「薩摩之大提燈，長州之小提燈」：薩摩人會服從領袖、團結一致。長州人自認是領袖、喜好表現自己。
- 由於山口人的組織傾向，需要有遠見的上司及能幹的下屬。對夥伴要求苛刻，也同樣能為夥伴無止境付出。
- 舊屬山陽周防國、長門國。文化及政治傾向都很保守，仍有男尊女卑的偏見。居民樂天且自豪於出身地，重視儲蓄。
- 好辯、好議論、好學習。愛寫文章，愛通信，資訊收集能力極強。

### 四國地方
人國記：「阿波好衣著，伊予好建築，土佐好飲酒，讚岐好賭博。」（阿波の着倒れ、伊予の建て倒れ、土佐の飲み倒れ、讃岐の賭け倒れ）
「如果遇到意外之財，愛媛人會拿去消費，香川人會拿去存款，德島人會拿去投資，高知人會拿去喝酒。」
（愛媛縣）
- 古稱伊予國，位於四國島西北方，鄰近瀨戶內海、中國地方與九州。
- 樂天陽光，淡泊無欲，溫和靦腆，凡事講求適度（ほどほど）。
- 俳句家性格，創意想法很多，品味良好但沒有大追求。平時從容穩重，但慌亂時以草率聞名。
- 東予以今治市與新居濱市為中心，製造業發達，居民性格受大阪影響較大；中予以松山市為中心，較為溫和；南予以宇和島市為中心，豪爽而人情味重。

（香川縣）
- 古稱讚岐國，位於四國島東北方，鄰近瀨戶內海與近畿。
- ：讚岐人精明、機敏，但不狡猾，而是以友善居多。
- 「讚岐男，阿波女」：讚岐男性聰明溫和，是擇偶的經濟適用股。
- 樂觀開朗，勤勉但容易滿足。非常重視教育。擅長模仿，喜愛吸收新知，但比較缺乏原創性。
- 溫和友好，協調性高。反應靈活，擅長社交應對，做工作很少失誤，能安全下莊。
- 關注時尚，順應潮流，比較不叛逆。鄰近大都市，但文化並不都市。

（德島縣）
- 古稱阿波國，位於四國島東南方，鄰近太平洋與近畿。
- ：狡猾、精明，但誠實。
- 「大阪府德島」：德島人以善於理財經商著稱。
- 「讚岐男，阿波女」：德島女性喜愛歌舞，以人形淨琉璃聞名。
- 保守儉約，勤勉踏實。喜歡猜測他人心思，不喜歡主動展開對話或爭辯。
- 南部人性格沉穩溫和，不太好親近，但內在親切友善。
- 北部人在人前和善，人後嚴酷。獨來獨往，不介意扯別人後腿。可能與歷史上的藍染工業有關。

（高知縣）
- 古稱土佐國，位於四國島西南方，鄰近太平洋與九州。
- ：土佐方言，形容高知男性的頑固性格，無論旁人怎麼勸說，都倔強不聽勸。不跟從權威，不妥協。為日本三大頑固之一。
- ：土佐方言，形容高知女性的強悍性格，比男人更強勢、更有地位，工作勤奮，自立自強，活力十足。
- 土佐人在日本以酒豪聞名，不分性別的嗜酒，並以酒維持人際關係。
- 黑白分明，非常激進又好辯，遇到爭執則互不相讓。不做則已，一做必定要徹底。
- 自我中心、單方面設想、大膽而偏執，討厭穩定實在的事物。
- 活動力很強，沒什麼耐心，不擅長待人接物，也不喜歡成群結隊行動。
- 由於古代此處為流放犯人之地，因此反骨性格非常鮮明。

### 九州地方
九州人相當團結，傳統認為他們積極進取，對新事物開放，信任他人，性格衝動，不太會杞人憂天。
（福岡縣）
- ：博多方言，粗枝大葉，厭惡瑣碎細節之意。源於黑田藩的強勢作風。
- 「筑前惹人注目，豐前保守，筑後頑強」（目立ちたがりな筑前、保守的な豊前、粘り強い筑後）[8]
- 「博多美人」：以皮膚白皙、眼睛靈動、身形冷豔著稱，與“京美人”、“秋田美人”合稱“日本三大美人”。
- 「博多子」（博多っ子）：比九州其他地方冷漠。自由開放，來者不拒，去者不追。看似和藹，但城府很深，誇獎的話往往是反諷，與京都類似。喜歡花費於打扮，私下很節儉。
- 「博多時間」：受邀時不想給東道主壓力，賓客會刻意稍微遲到。
- 「川筋氣質」：北九州筑前性格，源於筑豐煤田（日语：筑豊炭田）的礦工，好鬥、好賭、好酒、好美食，重人情義理。粗野暴躁但樂天開朗，富有正義感但沒什麼耐心。
- 據說豐前人比較個人主義，在福岡縣內算是比較害羞的人，善於思考提出新想法。相對的，筑後人重視社群義務，非常有責任感。
- 福岡人整體對時代潮流敏銳，富有進取精神，力爭上游。喜愛新事物，厭惡權威觀念。擅長社交，適應力很好，但容易惹人生厭。
- 喜愛節慶，非常好賭，與群馬齊名。

（佐賀縣）
- ：佐賀方言，形容固執、不知變通、執著向前的脾氣。與武士「葉隱」精神有關。
- 「佐賀人所經之處寸草不生」（佐賀のもんが通った後には草も生えない）：源於佐賀藩藩主鍋島氏，形容其吝嗇聚斂之作風。
- 舊屬肥前國，保守老派的自律。工作狂，學習狂。一絲不苟，穩健可靠。重視家庭與階級關係。嚴肅且非常有義務感，但會為此而自責。不善社交及表達感情，但用情專一。
- 外型硬派有禮，但往往是硬撐的，用來掩蓋內心軟弱與幸災樂禍的部分。

（長崎縣）
- 「横道者」（おうどうもん）
- 舊屬壹岐、對馬、肥前三國，為江戶時代唯一開放外國通商的港口，文化自由開放，有和華蘭（わからん）文化之稱。性別比較平等。
- 陽光樂天，富有藝術氣質，很會花錢。活潑外向但怕生，生活悠閒愉快。工作做得好，也重視休閒娛樂與家庭。
- 信仰虔誠，倫理觀比較保守。喜歡新事物，也很重視傳統舊事物。

（熊本縣）
- 「肥後牛脾氣（日语：肥後もっこす）」、「肥後褐色和牛（あかうし）：男女都很強勢，有強烈的正義感，故意跟權威唱反調，很難說服。為日本三大固執之一。
- 「肥後人好議論」（肥後の議論倒れ）：肥後人很容易各持己見「我就是我」，難以取得共識。
- 「薩摩之大提燈，肥後之鍬形」：薩摩人會服從領袖、團結一致，而肥後人個個自認是領袖，誰也不服誰。
- 本性親切友善，但粗魯不善言詞，又很好辯。而且比較排外。看似豪放，其實比較神經質。
- 需要徹底說服才會照章辦事。自己不同意就打死不幹。
- 尊重傳統慣例，強調上下階層。信仰虔誠，尊重皇室。保守但個人主義強烈，且好奇新事物。

（大分縣）
- 舊屬豐後國，不太有身為九州人的自覺。
- 「赤猫根性」：自私自利、心胸狹隘、容易嫉妒、難以協調。源於江戶時代諸多排外的小藩。
- 自我中心，不善言詞，但本性誠實耿直。討厭維持現狀，喜歡改變。外表冷淡陰沉，但內心積極進取。
- 熟了之後會發現大分人親切熱心，還頗有幽默感。儉約，不排斥通勤。

（宮崎縣）
- 「日向南瓜」（日向かぼちゃ）：形容宮崎女性，外型不起眼，但很有內涵，行事積極坦率。
- 「芋莖木刀」（いもがらぼくと）：形容宮崎男性，質樸正直但中看不中用，凡事避免衝突，不喜歡爭先。
- 舊屬日向國。宮崎人誠實，討厭說謊。待人親切。不排外但比較消極，樂天達觀，欠缺毅力與集中力，但很有耐心。
- 勤勉但容易滿足，喜歡酒與柏青哥。

（鹿兒島縣）
- 薩摩隼人：形容薩摩傳統男性，以「質實剛健」為理想目標。
- ：形容薩摩傳統女性。彬彬有禮，溫和堅強，頗有韌性。
- ：薩摩方言，有兩個意思。可以指堅強剛毅、質樸之人，也可以指急躁易怒之人。
- ：薩摩方言，指心無旁騖，一做決定就堅持到底。強調先衝再說，卻又缺乏轉圜餘地。
- 「薩摩飛腳」：江戶時代用語，為「有去無回」之意，源於薩摩人的排外性格。「飛腳」指信差。
- 「薩摩之大提燈」：薩摩人會服從領袖、團結一致。
- 舊屬日向、大隅、薩摩三國，土壤貧瘠，居民鄉土意識與夥伴意識很強，很有上進心。
- 豪邁，重視實力，很不善言詞，討厭議論。直率但內向，緊要關頭時很強硬，夢想遠大但往往難以實行。
- 思想傳統，男尊女卑觀念很強，重視上下關係，好奇心強但不喜歡新事物。

（沖繩縣）
- 「大概主義」（テーゲー主義）：負責任，但行事比較散漫，常有無心之過，對細節不太執著。沖繩人對他人的無心之過也非常寬容。
- 「沖繩」（ウチナー）：由於十九世紀前是琉球國，沖繩人對內部「沖繩人」有強烈認同，重視傳統與地緣血緣關係，與本土「大和人」有所界限。
- 「沖繩時間」（ウチナータイム）：某些場合不講究準時，遲到30分鐘也無所謂。具體而言，飲宴、婚禮等喜事不必準時，但工作、葬禮等不開心的事就會準時。
在九州亦有「薩摩時間」、「日向時間」之說。
- 沖繩人溫和友善，愉快隨和，純樸，有人情味。怕生，對異性尤其容易害羞。會同情甚至幫助競爭者。不喜歡儲蓄，不討厭通勤。
- 會舉行盛大婚宴，生養眾多，離婚率也很高。

## TV
縣民性有TBS的『決定!全國47都道府縣超ランキングバトル!!出身縣で性格診断!?ニッポン縣民性発表SP』、讀賣電視台（日本電視台）的『秘密のケンミンSHOW』（日本大國民）等綜藝節目。

## 外部連結
- 文献資料室 > 人國記